# Ősi vakkígyófélék
Az ősi vakkígyófélék (Anomalepididae) a hüllők (Reptilia) osztályába a  pikkelyes hüllők (Squamata) rendjébe és a kígyók (Serpentes) alrendjébe tartozó család.

4 nem és 15 faj tartozik a családba.

## Rendszerezés
A családba az alábbi nemek és fajok tartoznak
- Anomalepis (Jan, 1860) –  4 faj
  - Anomalepis aspinosus
  - Anomalepis colombia
  - Anomalepis flavapices
  - Anomalepis mexicanus

- Helminthophis (Peters, 1860) –  3 faj
  - Helminthophis flavoterminatus
  - rózsaszínfejű vakkígyó (Helminthophis frontalis)
  - Helminthophis praeocularis

- Liotyphlops (Peters, 1881) –  7 faj
  - Liotyphlops albirostris
  - Liotyphlops anops
  - Liotyphlops argaleus
  - Liotyphlops beui
  - Liotyphlops schubarti
  - Ternetz-vakkígyó (Liotyphlops ternetzii)
  - Liotyphlops wilderi

- Typhlophis (Fitzinger, 1843) –  1 faj
  - Typhlophis squamosus

## Külső hivatkozások
- Képek az interneten az Anomalepididaeról[halott link]